# Дрекшань
Дрекшань, Дрекшані (рум. Drăcșani) — село у повіті Телеорман в Румунії. Входить до складу комуни Дрекшеней.
Село розташоване на відстані 91 км на захід від Бухареста, 38 км на північний захід від Александрії, 94 км на схід від Крайови.

## Населення
За даними перепису населення 2002 року у селі проживали 540 осіб.
Національний склад населення села:
| Національність | Кількість осіб | Відсоток |
| -------------- | -------------- | -------- |
| румуни         | 535            | 99,1%    |
| цигани         | 5              | 0,9%     |

Рідною мовою назвали:
| Мова      | Кількість осіб | Відсоток |
| --------- | -------------- | -------- |
| румунська | 535            | 99,1%    |
| циганська | 5              | 0,9%     |

## Пам'ятки
У селі є такі пам'ятки архітектури, історії та культури:
- Церква Святого Миколая (1871 р.);
- Будинок Антона Р. Попеску (1895 р.);
- Ратуша, у приміщенні якої розташований музей етнографії (кінець 19 ст.);
- Школа Елеонори та Ніколаса Владоянів (1894).